# Joseph Worsley
Joseph Worsley (Fulton, 16 giugno 1997) è un pallavolista statunitense, palleggiatore dello Chaumont.

## Biografia
È il fratello maggiore del pallavolista Gage Worsley, suo compagno di squadra all'università.

## Carriera

### Club
La carriera di Joseph Worsley inizia nei tornei scolastici californiani, giocando per la Campolindo HS, disimpegnandosi parallelamente anche a livello giovanile per cinque anni col Pacific Rim. Dopo il diploma gioca a livello universitario con la Hawaii, in NCAA Division I: oltre a cambiare ruolo da libero a palleggiatore, nei quattro anni coi Rainbow Warriors raggiunge due volte le Final-7, nel 2017 e nel 2019, spingendosi durante il suo senior year fino alla finale per il titolo, ricevendo qualche riconoscimento individuale.
Nella stagione 2019-20 sigla il suo primo contratto da professionista, ingaggiato dai tedeschi del Friedrichshafen, in 1. Bundesliga, dove gioca per due annate, prima di trasferirsi al Lüneburg, sempre nella massima divisione tedesca, per il campionato 2021-22. Dopo due annate con la formazione di Luneburgo, nel campionato 2023-24 si trasferisce in Francia, dove indossa la casacca dello Chaumont, in Ligue A.

### Nazionale
Fa parte della nazionale statunitentense Under-19 che si aggiudica la medaglia d'oro al campionato nordamericano 2014 e partecipa al campionato mondiale 2015, chiuso al settimo posto, disimpegnandosi in entrambi i tornei nel ruolo di libero. Con la nazionale Under-21 conquista invece la medaglia d'oro al campionato nordamericano 2016.
Nel 2019 fa il suo debutto in nazionale maggiore in occasione della Coppa panamericana, aggiudicandosi poi, nello stesso anno, la medaglia d'argento al campionato nordamericano.

## Palmarès

### Nazionale (competizioni minori)
- Campionato nordamericano Under-19 2014
- Campionato nordamericano Under-21 2016

### Premi individuali
- 2018 - All-America Second Team
- 2019 - All-America First Team
- 2019 - NCAA Division I: Long Beach National All-Tournament Team